# Річард Басс
Річард «Дік» Басс (англ. Richard «Dick» Bass, нар. 21 грудня 1929, Талса — пом. 26 липня 2015, Даллас) — американський альпініст. Колишній власник гірськолижного курорту «Сноуборд», співвласник найбільшої вугільної шахти на Алясці: Chuitna Coal Project і перша людина у світі, яка підкорила усі «Сім вершин» — найвищі вершини всіх частин світу.

## Біографія

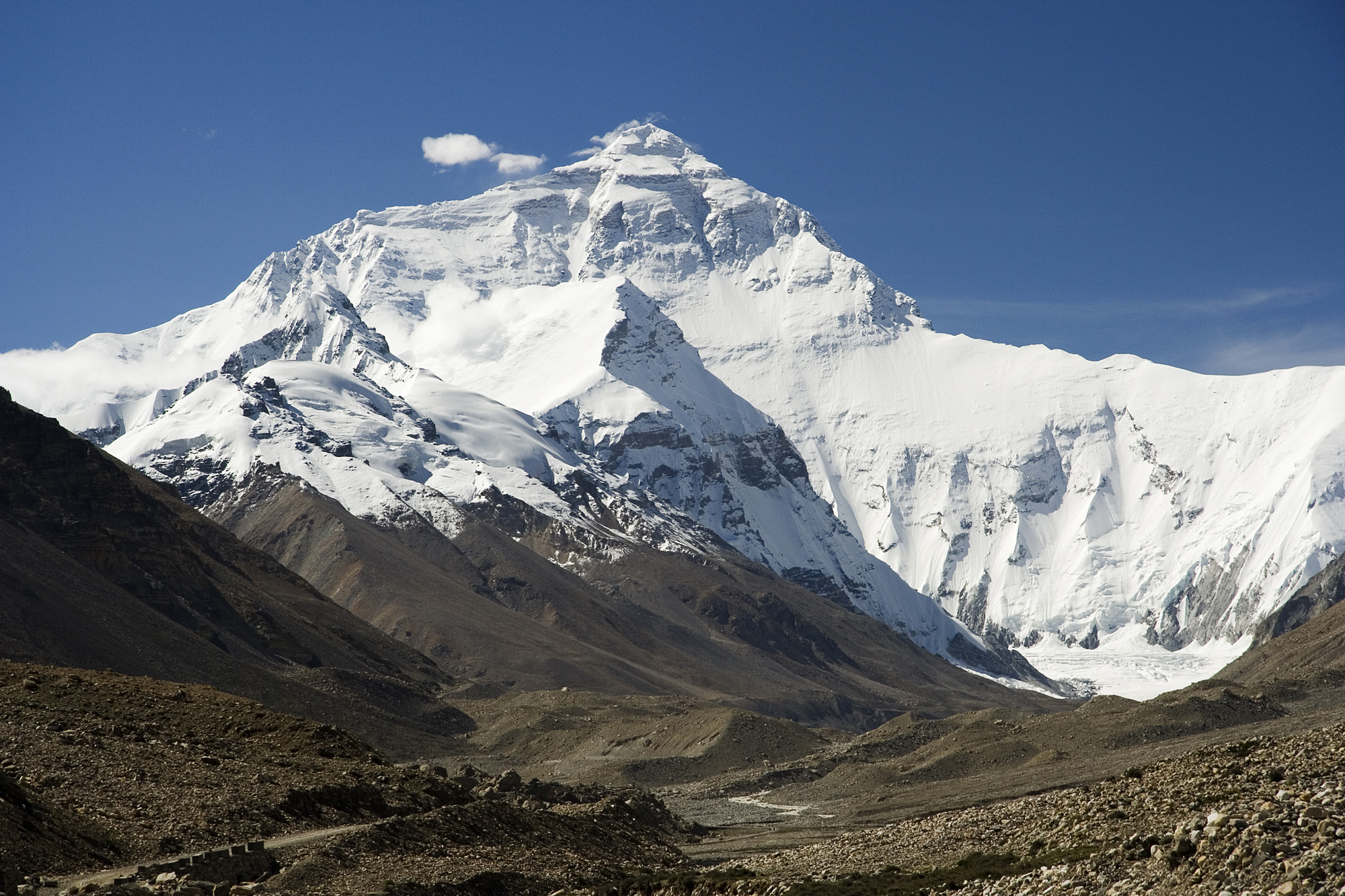
Еверест, північна стіна

Річард Басс народився 21 грудня 1929 року у місті Талса, штату Оклахома, США. У 1932 році із сім'єю переїхав до Техасу, там здобув середню освіту у «Школі Святого Марка», а у віці 16 років поступив у Єльський університет, який закінчив в 1950 році за спеціальністю «Геологія». У 1951–1953 роках служив на флоті, ходив на авіаносці «Ессекс», брав участь в бойових дії у Кореї. Після служби повернувся до Техасу, щоб взяти участь у сімейному бізнесі, пов'язаному із нафтою, газом та скотарством.
У 1971 році Басс відкрив власну справу, ставши господарем гірськолижного курорту «Сноуборд». На початку 1980-х вирішив стати першою людиною, яка підкорить всі Сім вершин — найвищі вершини семи частин світу. Перша його спроба, сходження на Ельбрус у 1981 році, закінчилася невдачею. Нарешті, 21 січня 1983 він побував на вершині гори Аконкагуа — своїй першій із «Семи вершин», а 30 квітня 1985 року, з четвертої спроби, підкорив останню — Еверест (під керівництвом Девіда Брішерса), відомого тим, що він був першим американцем, який підкорив Еверест двічі). Таким чином, в цей день Басс встановив два світових рекорди: перша людина, яка підкорила усі «Сім вершин» і найстаріша людина (на той час йому було п'ятдесят п'ять з половиною років), яка підкорила Еверест. Останнє звання протрималося за ним аж до 1994 року, коли Еверест був підкорений шістдесятирічний венесуельцем. У березні 2003 року 73-річний Басс хотів повернути собі цей титул, але повторне сходження на Еверест закінчилося для нього невдачею. Таким чином своїми сходженнями Річард Басс став основоположником неформального об'єднання альпіністів — «Клубу семи вершин» по підкоренню найвищих вершин всіх континентів Землі по списку, названого його іменем — «Списку Басса».
Про свої сходженнях Річард Басс, у співавторстві із своїм напарником Френком Веллсом та Ріком Ріджуеєм, в 1986 році написав книгу «Сім вершин».
Річард Басс помер 26 липня 2015 року у Далласі, штат Техас, від легеневого фіброзу.

## Сім вершин
Сім гірських вершин, які Річард Басс підкорив протягом 2 років і 100 днів («Список Басса»):
- 21 січня 1983 — Аконкагуа (6962 м), Південна Америка
- 6 липня 1983 — Деналі (Мак-Кінлі) (6194 м), Північна Америка
- 1 вересня 1983 — Кіліманджаро (5885 м ), Африка
- 13 вересня 1983 — Ельбрус (5642 м), Європа
- 30 листопада 1983 — Вінсон (4892 м), Антарктида
- Грудень 1983 — Костюшко (2228 м), Австралія
- 30 квітня 1985 — Еверест (8848 м), Азія

Річард Басс вважав австралійську гору Костюшко (2228 м) найвищою на австралійському континенті, тому варіант списку із семи вершин з цією горою назвали — «Списком Басса».
Оскільки до австралійської континентальної плити відноситься острів Нова Гвінея із найвищою вершиною Пунчак-Джая (Піраміда Карстенса, 4884 м), то її можна вважати найвищою вершиною австралійського континенту. Тому через рік, канадський фотограф і альпініст Патрік Морров, доповнив перелік із семи вершин, піднявшись 7 травня 1986 року на найвищу гору Австралії і Океанії — Пунчак-Джая, започаткував список названий іменем знаменитого італійського альпініста Райнгольда Месснера — «Список Месснера», він же був першим альпіністом, хто підкорив найвищі вершини за обома списками.